# Mel Charles
Melvyn Charles, detto Mel (Swansea, 14 maggio 1935 – 24 settembre 2016), è stato un calciatore gallese, di ruolo attaccante.
Era il fratello del più celebre John Charles.

## Palmarès

### Club

#### Competizioni nazionali
- Coppa del Galles: 2

Cardiff City: 1963-1964, 1964-1965